# Лазар Николић (фудбалер)
Лазар Николић (Лесковац, 1. август 1999) српски је фудбалер који тренутно наступа за новосадску Војводину.

## Каријера
Николић је фудбал почео да тренира у родном Лесковцу, где је прве кораке начинио у локалној Дубочици. Касније је прешао у ОФК Београд и ту потписао стипендијски уговор. Дебитовао је на сусрету шеснаестине финала Купа Србије, крајем септембра 2016, када је ОФК Београд поражен на гостовању Слободи у Ужицу. Забележио је још два наступа у Првој лиги Србије. Клуб је напустио као слободан играч после окончања арбитражног поступка на штету клуба у марту 2017. Недуго затим прешао је у Партизан. Представљен је заједно са бившим играчима ОФК Београда, Армином Ђерлеком, Вукашином Јовковићем и Николом Лакчевићем. С новим клубом је нешто касније потписао професионални уговор. Почетком августа 2018. је напустио Партизан и потписао за СПАЛ. У Србију се вратио у октобру наредне године када је постао фудбалер ивањичког Јавора. Свој први хет-трик у професионалној каријери постигао је против Кабела у последњем колу регуларног дела такмичења у Првој лиги Србије за сезону 2021/22. У односу на претходни период каријере, у Јавору је под вођством тренера Милована Миловића, Игора Бонџулића те Младена Додића неретко враћан у последњу линију тима и деловао као десни бек. С те позиције постигао је погодак против свог бившег клуба, Партизана, у октобру 2022. Дан након тога представљен је као прво појачање Црвене звезде за зимски прелазни рок. У дресу Црвене звезде дебитовао је на пријатељској утакмици са Зенитом у Санкт Петербургу 22. новембра 2022. Први погодак за клуб постигао је током зимског припремног периода, за минималну победу над Копром. Након што је споразумно раскинуо уговор са Црвеном звездом, Николић је 18. јула 2024. године представљен као нови фудбалер новосадске Војводине.

## Репрезентација
Николић је у репрезентативне селекције свог узраста позиван од 16. године старости. Био у саставу екипе Илије Столице на Европском првенству 2016. године. За млађу омладинску селекцију Николић је дебитовао поготком на првој од две пријатељске утакмице са одговарајућом екипом Црне Горе крајем новембра 2016. Био је стрелац и на сусрету са Узбекисатаном у априлу наредне године. За омладинску репрезентацију дебитовао је на Меморијалном турниру „Стеван Ћеле Вилотић” 2017. године.

## Статистика

### Клупска
Ажурирано 6. марта 2025.
|               |          |                  |     |   |    |   |   |   |   |   |     |    |  |  |  |
| ОФК Београд   | 2016/17. | Прва лига Србије | 2   | 0 | 1  | 0 | — | — | — | — | 3   | 0  |  |  |  |
|               |          |                  |     |   |    |   |   |   |   |   |     |    |  |  |  |
| Партизан      | 2016/17. | Суперлига Србије | —   | — | —  | — | — | — | — | — | —   | —  |  |  |  |
| Партизан      | 2017/18. | Суперлига Србије | —   | — | —  | — | — | — | — | — | —   | —  |  |  |  |
| Партизан      | Укупно   | Укупно           | 0   | 0 | 0  | 0 | — | — | — | — | 0   | 0  |  |  |  |
|               |          |                  |     |   |    |   |   |   |   |   |     |    |  |  |  |
| СПАЛ          | 2018/19. | Серија А         | 0   | 0 | 0  | 0 | — | — | — | — | 0   | 0  |  |  |  |
|               |          |                  |     |   |    |   |   |   |   |   |     |    |  |  |  |
| Јавор Ивањица | 2019/20. | Суперлига Србије | 13  | 0 | —  | — | — | — | — | — | 13  | 0  |  |  |  |
| Јавор Ивањица | 2020/21. | Суперлига Србије | 34  | 2 | 2  | 1 | — | — | — | — | 36  | 3  |  |  |  |
| Јавор Ивањица | 2021/22. | Прва лига Србије | 35  | 5 | 1  | 0 | — | — | — | — | 36  | 5  |  |  |  |
| Јавор Ивањица | 2022/23. | Суперлига Србије | 18  | 2 | 0  | 0 | — | — | — | — | 18  | 2  |  |  |  |
| Јавор Ивањица | Укупно   | Укупно           | 100 | 9 | 3  | 1 | — | — | — | — | 103 | 10 |  |  |  |
|               |          |                  |     |   |    |   |   |   |   |   |     |    |  |  |  |
| Црвена звезда | 2022/23. | Суперлига Србије | 8   | 0 | 3  | 0 | — | — | — | — | 11  | 0  |  |  |  |
| Црвена звезда | 2023/24. | Суперлига Србије | 13  | 0 | 2  | 0 | — | — | — | — | 15  | 0  |  |  |  |
| Црвена звезда | Укупно   | Укупно           | 21  | 0 | 5  | 0 | — | — | — | — | 26  | 0  |  |  |  |
|               |          |                  |     |   |    |   |   |   |   |   |     |    |  |  |  |
| Војводина     | 2024/25. | Суперлига Србије | 15  | 0 | 1  | 0 | 3 | 0 | — | — | 19  | 0  |  |  |  |
| Војводина     |          |                  |     |   |    |   |   |   |   |   |     |    |  |  |  |
| Каријера      | Каријера | Каријера         | 138 | 9 | 10 | 1 | 3 | 0 | — | — | 151 | 10 |  |  |  |
|               |          |                  |     |   |    |   |   |   |   |   |     |    |  |  |  |

### Утакмице у дресу репрезентације
| Репрезентација Србије у узрасту до 18 година старости | Репрезентација Србије у узрасту до 18 година старости | Репрезентација Србије у узрасту до 18 година старости | Репрезентација Србије у узрасту до 18 година старости | Репрезентација Србије у узрасту до 18 година старости | Репрезентација Србије у узрасту до 18 година старости | Репрезентација Србије у узрасту до 18 година старости | Репрезентација Србије у узрасту до 18 година старости | Репрезентација Србије у узрасту до 18 година старости | Репрезентација Србије у узрасту до 18 година старости |
| #                                                     | Датум                                                 | Такмичење                                             | Локација                                              | Домаћин                                               | Резултат                                              | Гост                                                  | Гол                                                   | Реф.                                                  |                                                       |
| ----------------------------------------------------- | ----------------------------------------------------- | ----------------------------------------------------- | ----------------------------------------------------- | ----------------------------------------------------- | ----------------------------------------------------- | ----------------------------------------------------- | ----------------------------------------------------- | ----------------------------------------------------- | ----------------------------------------------------- |
| 1.                                                    | 29. новембар 2016.                                    | Пријатељска утакмица                                  | Кућа фудбала, Стара Пазова                            | Србија                                                | 3 : 1                                                 | Црна Гора                                             | Гол                                                   | [ 45 ]                                                |                                                       |
| 2.                                                    | 1. децембар 2016.                                     | Пријатељска утакмица                                  | Кућа фудбала, Стара Пазова                            | Србија                                                | 0 : 0                                                 | Црна Гора                                             |                                                       | [ 46 ]                                                |                                                       |
| 3.                                                    | 13. децембар 2016.                                    | Међународни турнир у Израелу                          |                                                       | Србија                                                | 3 : 0                                                 | Јужна Кореја                                          |                                                       | [ 47 ]                                                |                                                       |
| 4.                                                    | 15. децембар 2016.                                    | Међународни турнир у Израелу                          | Стадион у Шефајиму                                    | Србија                                                | 0 : 2                                                 | Немачка                                               |                                                       | [ 48 ]                                                |                                                       |
| 5.                                                    | 21. март 2017.                                        | Пријатељска утакмица                                  | Стадион у Ајдовшчини, Ајдовшчина                      | Словенија                                             | 1 : 0                                                 | Србија                                                |                                                       | [ 49 ]                                                |                                                       |
| 6.                                                    | 23. март 2017.                                        | Пријатељска утакмица                                  | Стадион у Ајдовшчини                                  | Словенија                                             | 0 : 1                                                 | Србија                                                |                                                       | [ 50 ]                                                |                                                       |
| 7.                                                    | 18. април 2017.                                       | Пријатељска утакмица                                  | Кућа фудбала, Стара Пазова                            | Србија                                                | 2 : 0                                                 | Узбекистан                                            | Гол                                                   | [ 32 ]                                                |                                                       |
| 8.                                                    | 20. април 2017.                                       | Пријатељска утакмица                                  | Кућа фудбала, Стара Пазова                            | Србија                                                | 2 : 2                                                 | Узбекистан                                            |                                                       | [ 51 ]                                                |                                                       |
| 9.                                                    | 16. мај 2017.                                         | Пријатељска утакмица                                  | Кућа фудбала, Стара Пазова                            | Србија                                                | 0 : 2                                                 | Чешка                                                 |                                                       | [ 52 ]                                                |                                                       |
| 10.                                                   | 18. мај 2017.                                         | Пријатељска утакмица                                  | Кућа фудбала, Стара Пазова                            | Србија                                                | 3 : 1                                                 | Чешка                                                 |                                                       | [ 53 ]                                                |                                                       |
| 11.                                                   | 3. јун 2017.                                          | Пријатељска утакмица                                  | Кућа фудбала, Стара Пазова                            | Србија                                                | 3 : 0                                                 | Француска                                             |                                                       | [ 54 ]                                                |                                                       |
| 11                                                    | Укупан број утакмица и постигнутих погодака           | Укупан број утакмица и постигнутих погодака           | Укупан број утакмица и постигнутих погодака           | Укупан број утакмица и постигнутих погодака           | Укупан број утакмица и постигнутих погодака           | Укупан број утакмица и постигнутих погодака           | 2                                                     |                                                       |                                                       |

| Репрезентација Србије у узрасту до 19 година старости | Репрезентација Србије у узрасту до 19 година старости | Репрезентација Србије у узрасту до 19 година старости | Репрезентација Србије у узрасту до 19 година старости | Репрезентација Србије у узрасту до 19 година старости | Репрезентација Србије у узрасту до 19 година старости | Репрезентација Србије у узрасту до 19 година старости | Репрезентација Србије у узрасту до 19 година старости | Репрезентација Србије у узрасту до 19 година старости | Репрезентација Србије у узрасту до 19 година старости |
| #                                                     | Датум                                                 | Такмичење                                             | Локација                                              | Домаћин                                               | Резултат                                              | Гост                                                  | Гол                                                   | Реф.                                                  |                                                       |
| ----------------------------------------------------- | ----------------------------------------------------- | ----------------------------------------------------- | ----------------------------------------------------- | ----------------------------------------------------- | ----------------------------------------------------- | ----------------------------------------------------- | ----------------------------------------------------- | ----------------------------------------------------- | ----------------------------------------------------- |
| 1.                                                    | 31. август 2017.                                      | Меморијални турнир „Стеван Вилотић Ћеле”              | Градски стадион, Суботица                             | Србија                                                | 3 : 1                                                 | Шкотска                                               |                                                       | [ 55 ]                                                |                                                       |
| 2.                                                    | 2. септембар 2017.                                    | Меморијални турнир „Стеван Вилотић Ћеле”              | Стадион Милан Средановић, Кула                        | Србија                                                | 0 : 0                                                 | Украјина                                              |                                                       | [ 56 ]                                                |                                                       |
| 3.                                                    | 4. септембар 2017.                                    | Меморијални турнир „Стеван Вилотић Ћеле”              | Стадион крај Сомборске капије, Суботица               | Србија                                                | 3 : 1                                                 | Израел                                                |                                                       | [ 57 ]                                                |                                                       |
| 4.                                                    | 4. октобар 2017.                                      | Квалификације за Европско првенство                   | Стадион у Вексворду, Вексфорд                         | Србија                                                | 1 : 0                                                 | Кипар                                                 |                                                       | [ 58 ]                                                |                                                       |
| 5.                                                    | 10. октобар 2017.                                     | Квалификације за Европско првенство                   | Стадион у Вексворду                                   | Република Ирска                                       | 2 : 1                                                 | Србија                                                |                                                       | [ 59 ]                                                |                                                       |
| 6.                                                    | 13. новембар 2017.                                    | Пријатељска утакмица                                  | Кућа фудбала, Стара Пазова                            | Србија                                                | 0 : 2                                                 | Холандија                                             |                                                       | [ 60 ]                                                |                                                       |
| 6                                                     | Укупан број утакмица и постигнутих погодака           | Укупан број утакмица и постигнутих погодака           | Укупан број утакмица и постигнутих погодака           | Укупан број утакмица и постигнутих погодака           | Укупан број утакмица и постигнутих погодака           | Укупан број утакмица и постигнутих погодака           | 0                                                     | [ 61 ]                                                |                                                       |

## Трофеји и награде
Црвена звезда
- Суперлига Србије (2): 2022/23,[62] 2023/24.[63]
- Куп Србије (2): 2022/23,[64] 2023/24.[65]